# Reduktaza metylenotetrahydrofolianu
Reduktaza metylenotetrahydrofolianu (ang. methylenetetrahydrofolate reductase, MTHFR) – enzym (EC 1.5.1.20) katalizujący reakcję redukcji 5,10-metylenotetrahydrofolianu do 5-metylotetrahydrofolianu (5-MTHF). 
5-metylotetrahydrofolian jest niezbędny do reakcji przekształcenia potencjalnie toksycznego aminokwasu homocysteiny do metioniny przez syntazę metioninową.
MTHFR zawiera kofaktor flawinowy i używa NAD(P)H jako reduktora. Gen MTHFR kodujący białko enzymu znajduje się na chromosomie 1 w locus 1p36.3.